# Lijst van voetbalinterlands België - Thailand (vrouwen)
Deze lijst van voetbalinterlands is een overzicht van alle officiële voetbalinterlands tussen de nationale vrouwenteams van België en Thailand. De landen hebben tot nu toe één keer tegen elkaar gespeeld.

## Wedstrijden
| № | Plaats | Datum       | Competitie        | Wedstrijd         | Uitslag |
| - | ------ | ----------- | ----------------- | ----------------- | ------- |
| 1 | Leuven | 1 juni 2019 | Vriendschappelijk | België − Thailand | 6 − 1   |

## Samenvatting
| Competitie        | Totaal gespeeld | Winst België | Gelijk | Winst Thailand | Doelsaldo België – Thailand |
| ----------------- | --------------- | ------------ | ------ | -------------- | --------------------------- |
| Vriendschappelijk | 1               | 1            | 0      | 0              | 6 − 1                       |
| Totaal            | 1               | 1            | 0      | 0              | 6 − 1                       |

KBVB · A-internationals · Selecties · Statistieken · Bondscoaches · Belgisch mannenelftal · België U19 · België U17
1970-1979 ·
1980-1989 ·
1990-1999 ·
2000-2009 ·
2010-2019 ·
2020-2029
EK 2017, EK 2022
EK 2013, EK 2017, EK 2022, WK 2023
Albanië ·
Armenië ·
Australië ·
Azerbeidzjan ·
Bosnië en Herzegovina ·
Bulgarije ·
Canada ·
Denemarken ·
Duitsland ·
Engeland ·
Estland ·
Faeröer ·
Finland ·
Frankrijk ·
Griekenland ·
Hongarije ·
Ierland ·
IJsland ·
Italië ·
Japan ·
Joegoslavië ·
Kosovo ·
Kroatië ·
Litouwen ·
Luxemburg ·
Mexico ·
Moldavië ·
Nederland ·
Nieuw-Zeeland ·
Nigeria ·
Noord-Ierland ·
Noord-Korea ·
Noorwegen ·
Oekraïne ·
Oostenrijk ·
Polen ·
Portugal ·
Roemenië ·
Rusland ·
Schotland ·
Servië ·
Slovenië ·
Slowakije ·
Spanje ·
Thailand ·
Tsjechië ·
Tsjecho-Slowakije ·
Verenigde Staten ·
Wales ·
Zuid-Afrika ·
Zuid-Korea ·
Zweden ·
Zwitserland